# Lomé
Lomé is de hoofdstad van Togo. De stad had in 2010 837.437 inwoners en is het bestuurlijke en industriële centrum met de grootste haven van het land.
Lomé ligt aan de Golf van Guinee nabij de Atlantische Oceaan. De stad heeft een lichte industrie en exporteert onder andere cacao en koffie. Lomé is het medisch en onderwijscentrum voor heel Togo. Van hieruit leiden er wegen naar Burkina Faso en van daaruit naar Mali en Niger die niet aan zee liggen. De haven is dus ook voor omliggende landen belangrijk.
In 1975 werd in Lomé de Conventie van Lomé gesloten tussen de Europese Economische Gemeenschap, de rechtsvoorgangster van de Europese Unie,  en de zogenaamde ACS-staten.
De hoofdzetel van de panafrikaanse Ecobank is gevestigd in Lomé.

## Geboren
- Nicéphore Soglo (1934), president van Benin (1990-1996)
- Pascal Simpson (1971), voetballer
- Kossi Agassa (1978), voetballer
- Emmanuel Adebayor (1984), voetballer
- Reto Schenkel (1988), Zwitsers atleet
- Peniel Mlapa (1991), voetballer
- Euloge Placca Fessou (1994), voetballer

## Stedenbanden
- Duisburg (Duitsland), sinds 1973